# Cécile La Grenade
Cécile Ellen Fleurette La Grenade (n. 30 decembrie 1952, La Borie⁠(d), Saint George Parish⁠(d), Grenada) este o specialistă în știința alimentației din Grenada, care îndeplinește funcția de guvernator general al Grenadei din 2013.

## Biografie
La Grenade s-a născut în La Borie, situat în parohia Saint George, Grenada. Este a treia dintre cele cinci fiice ale lui Allan A. La Grenade MBE, funcționar public, și Sibyl Sylvester-La Grenade, asistentă medicală autorizată. Bunica sa maternă, Mary Louise „Eva” Ollivierre-Sylvester, a fost prima femeie din Insulele Windward Britanice care a făcut parte din consiliul legislativ al țării sale, după ce a fost aleasă în 1952, la mai puțin de un an după introducerea votului universal. Este verișoară primară, pe linie paternă, cu Maurice Bishop⁠(d), prim-ministrul Grenadei în perioada Guvernului Revoluționar Popular din 1979–1983. La Grenade este specialistă în știința alimentelor, formată în Statele Unite. Deține o diplomă de licență în chimie de la University of the West Indies, precum și o diplomă de master și un doctorat în știința alimentelor de la University of Maryland at College Park.
A devenit membră a Comitetului Director al Agenției Caraibiene pentru Dezvoltarea Exporturilor în 2006, în calitate de reprezentantă a sectorului privat OECS. În 2007, a fost numită președintă a Comisiei Serviciului Public de către guvernatorul general Sir Daniel Williams, funcție pe care a deținut-o până în 2010.

## Guvernator general al Grenadei
Numirea lui La Grenade ca guvernator general al Grenadei a fost anunțată în aceeași săptămână cu moartea primei femei guvernator a Grenadei, Dame Hilda Bynoe. Bynoe era fina bunicului matern al lui La Grenade, dr. Cyril I. St Bernard Sylvester, educator și funcționar public. La Grenade a fost distinsă cu titlul de Dame Grand Cross of the Order of Saint Michael and Saint George de către regina Elisabeta a II-a la 11 iulie 2014.
În calitate de guvernator general, La Grenade a inaugurat noua clădire a Parlamentului grenadez în 2018. În același an, în urma victoriei cu 15–0 a Partidului Național Nou la alegerile generale din martie, ea a exercitat în mod independent prerogativa regală, numind membri ai Congresului Național Democrat, aflat învins, în Senat, pentru a asigura o opoziție parlamentară față de guvern. În calitate de patroană a Fundației Willie Redhead și a Grenada National Trust, ea s-a remarcat ca o susținătoare ferventă a restaurării patrimoniului arhitectural al Grenadei, în special reședința viceregală Government House și York House, fosta clădire a Parlamentului.

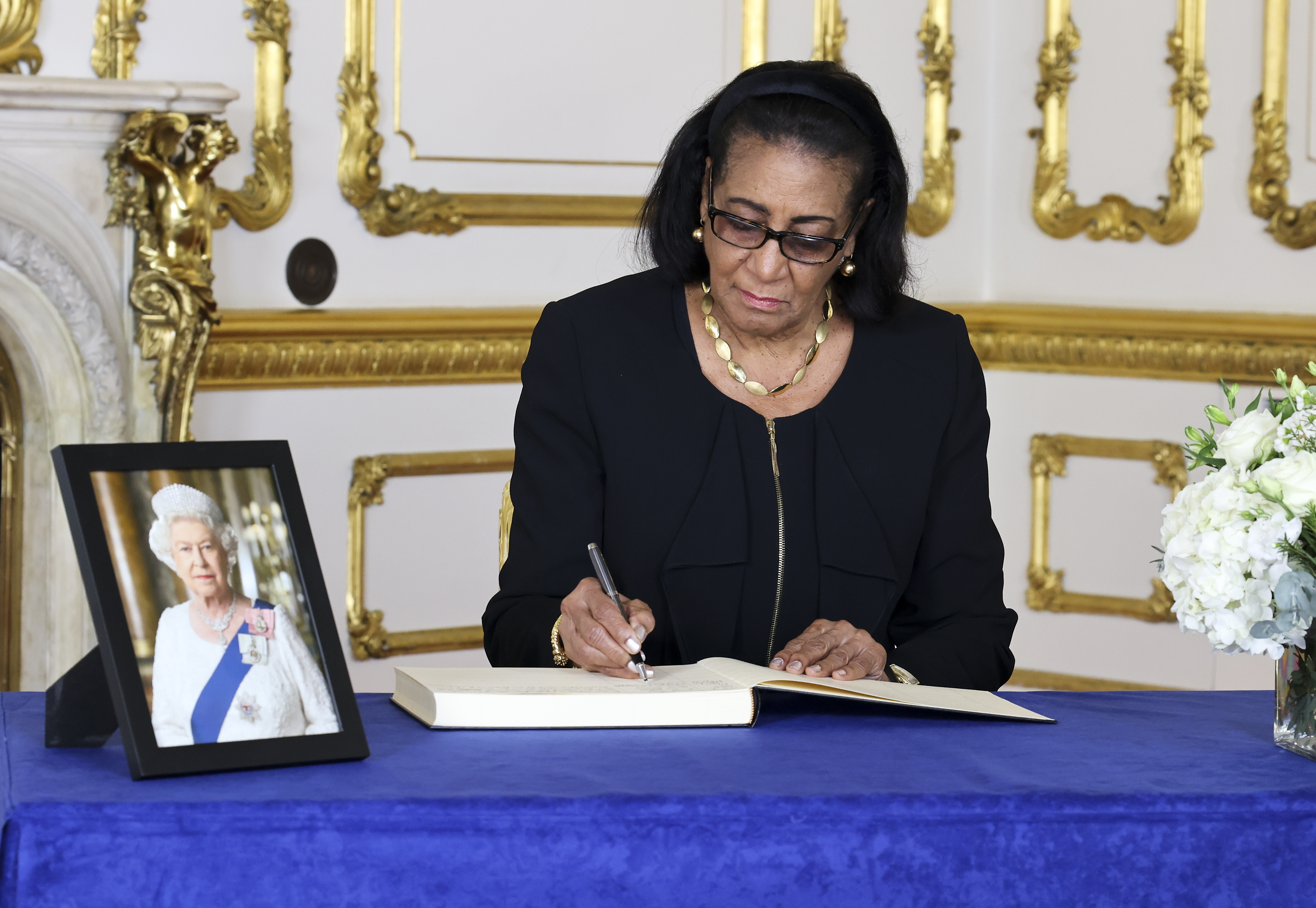
La Grenade semnând cartea de condoleanțe pentru regina Elisabeta a II-a la, 17 septembrie 2022

La moartea reginei Elisabeta a II-a, în septembrie 2022, La Grenade a devenit primul guvernator general al Grenadei care a servit sub doi monarhi. Ea a afirmat că regina a servit cu „o dăruire incomparabilă” și că „moștenirea sa de conducere și serviciu exemplar va dăinui de neșters”. De asemenea, ea a reprezentat Grenada la funeraliile de stat ale reginei în Regatul Unit. Alături de prim-ministrul Dickon Mitchell, a reprezentat Grenada la încoronarea regelui Charles al III-lea în 2023.

## Distincții
Italia
- Regatul celor Două Sicilii, Familia Regală a celor Două Sicilii: Cavaler Mare Cruce de Justiție al Ordinului Militar Sacru Constantinian de Sfântul Gheorghe

Regatul Unit
- Dame Grand Cross cu Colan al Ordinului Sfântului Mihail și Sfântului Gheorghe
- Ofițer al Ordinului Imperiului Britanic
- Dame al Ordinului Sfântului Ioan[11]